# Hacıbeyli
Hacıbeyli est un village de Turquie situé dans la province de Niğde (Anatolie centrale) proche de la Cappadoce. En 2000, il comptait 1991 habitants.
La spécialité culinaire du village est l'arabaş.